# Flux Gourmet
Flux Gourmet ist ein Spielfilm von Peter Strickland aus dem Jahr 2022. Die Komödie handelt von einem unter Verstopfung leidenden Schriftsteller sowie zerstrittenen und rivalisierenden Gruppen in einem Kunstinstitut.
Die Weltpremiere der Koproduktion zwischen dem Vereinigten Königreich, den USA und Ungarn fand im Februar 2022 bei den 72. Internationalen Filmfestspielen Berlin statt.

## Handlung
Ein griechischer Schriftsteller wird beauftragt, über ein kulinarisches Kollektiv zu berichten, das vier Wochen lang im Sonic Catering Institute auftreten soll. Vor Ort in der Kunstresidenz beginnt er, unter Verdauungsproblemen und Verstopfung zu leiden. Währenddessen kommt es zu Streitigkeiten innerhalb des Kollektivs. Auch ist das Institut subversiven Angriffen einer weiteren Künstlergruppe ausgesetzt, die zuvor abgelehnt worden war. Die einzelnen Konflikte führen zu einem albtraumhaften Ende.

## Veröffentlichung
Flux Gourmet erhielt eine Einladung in die Sektion Encounters der Berlinale. Dort wurde das Werk am 11. Februar 2022 uraufgeführt.

## Auszeichnungen
Im Rahmen der Berlinale 2022 konkurriert Stricklands Werk um den Preis für den besten Film in der Sektion Encounters.